# Tanzaniaspett
Tanzaniaspett (Campethera scriptoricauda) är en fågel i familjen hackspettar inom ordningen hackspettartade fåglar.

## Utbredning och systematik
Fågeln förekommer från centrala och östra Tanzania till sydöstra Malawi och norra Moçambique. Vissa behandlar den som underart till miombospett (Campethera bennettii).

## Status
IUCN kategoriserar arten som livskraftig.